# Achim Knorr
Achim Knorr (* 1963 in Herford) ist ein deutscher Comedian, Musik-Kabarettist und Songschreiber.

## Leben
Achim Knorr begann als Sänger und Gitarrist der Band Der Fremde beim ostwestfälischen Musik-Label Fast Weltweit, dessen Mitgründer er ist.
Im Rahmen seines Studiums an der Deutschen Sporthochschule in Köln kam er in Berührung mit Musik- und Tanztheater.
Dies wirkte sich auf seine ersten Comedy-Auftritte aus, die man als „Visuelle Comedy“ bezeichnen kann. Später kamen Einflüsse amerikanischer Stand-up-Comedy hinzu. Mittlerweile tritt er wieder mit E-Gitarre auf, so dass man ihn auch im Musik-Kabarett einordnen kann.
2002 gewann Knorr den Publikumspreis beim Prix Pantheon in Bonn. Im Fernsehen war er unter anderem zu Gast bei Nightwash, Quatsch Comedy Club, Fun(k)haus.
Achim Knorr wohnt in Köln.

## Solo-Abendprogramme
- Achim Knorr macht Euch was vor (2001–2004)
- Die Erde ist eine Scheibe Wurst (2005–2008)
- Schwerkraft Nein Danke (2008–2010)
- Rebellion in Zimmerlautstärke (2010–2011)
- In Würde albern (Ende 2011)

## Diskografie
- 2021: Endlich (CD, Fast Weltweit)

Mit Der Fremde
- 1988: Blut / Bleib bei mir (Single, Fast Weltweit)
- 1990: Daneben (LP, Reth Tonträger)

### Beiträge auf Kompilationen
Mit Der Fremde
- 1986: Fast Weltweit präsentiert (Mini-LP, Fast Weltweit)
- 1992: Schlafender Blitz auf Eine eigene Gesellschaft mit eigener Moral (What’s So Funny About…)
- 1993: Loch im Zahn auf Underground Explosion Vol.2 (Big Noise)
- 1997: Life is Life auf Kompilation #4 (Komm küssen Fanzine)